# Sân bay Hoogeveen
Sân bay Hoogeveen (tiếng Hà Lan: Vliegveld Hoogeveen) (ICAO: EHHO) là một sân bay tổng hợp ở Hoogeveen, một thị xã ở đông bắc Hà Lan. Có nhiều câu lạc bộ bay và trường bay ở sân bay này. Đường băng sân bay dài 1200 m có mặt cỏ.